# Батько, мати, сестра, брат
«Батько, мати, сестра, брат» (англ. Father, Mother, Sister, Brother) — майбутній американський комедійно-драматичний фільм-антологія сценариста і режисера Джима Джармуша. У головних ролях: Кейт Бланшетт, Вікі Кріпс, Адам Драйвер, Маїм Бялік, Том Вейтс, Шарлотта Ремплінґ та Індія Мур.

## Акторський склад
| Актор             | Роль |
| ----------------- | ---- |
| Кейт Бланшетт     |      |
| Вікі Кріпс        |      |
| Адам Драйвер      |      |
| Маїм Бялік        |      |
| Том Вейтс         |      |
| Шарлотта Ремплінґ |      |
| Індія Мур         |      |

## Виробництво

### Розробка
Виступаючи на фестивалі Outlook у квітні 2023 року, Джармуш сказав, що працює над новим фільмом, який є «дуже витонченим; дуже тихим… Смішним і сумним». Він натякнув, що у фільмі може не бути музики. У листопаді 2023 року повідомлялося, що стрічка матиме назву «Батько, мати, сестра, брат». Фільм створено компанією Exoskeleton разом з Animal Kingdom та CG Cinema.

### Кастинг
У грудні 2023 року повідомлялося, що Кейт Бланшетт отримала роль у фільмі. У січні 2024 року на знімальному майданчику було показано Вікі Кріпс у костюмі. У травні 2024 року стало відомо, що до акторського складу доєдналися Адам Драйвер, Маїм Бялік, Том Вейтс, Шарлотта Ремплінг, Індія Мур та Лука Саббат.

### Зйомки
Основні зйомки розпочалися у листопаді 2023 року у Вест-Мілфорді, Нью-Джерсі. Крім того зйомки проходили в Дубліні на початку 2024 року. Зйомки завершилися в Парижі на початку 2024 року.